# Сабионета
Сабионета (итал. Sabbioneta) град је у северној Италији. То је мали град у оквиру округа Мантова у оквиру италијанске покрајине Ломбардија.
Сабионета је, као изваредан пример урбанистичког планирања у доба ренесансе, уписана 2008. године на списак Светске баштине, заједно са оближњом и много чувенијом Мантовом.

## Природне одлике
Град Сабионета се налази 145 км југоисточно од Милана, у средишњем делу Падске низије. Град се налази у равничарском крају, познатом по веома развијеној пољопривреди (вино, пиринач, житарице и млечни производи), на приближно 18 m надморске висине. Река По протиче близу града - 6 километара јужно.

## Становништво
Према резултатима пописа становништва 2011. у општини је живело 4.313 становника.
| 1931. | 1936. | 1951. | 1961. | 1971. | 1981. | 1991. | 2001. | 2011. |
| ----- | ----- | ----- | ----- | ----- | ----- | ----- | ----- | ----- |
| 7.329 | 7.353 | 7.085 | 5.683 | 5.176 | 4.870 | 4.460 | 4.288 | 4.313 |

Сабионета данас има око 4.000 становника, махом Италијана. Током протеклих пар деценија број градског становништва је опадао.

## Знаменитости
Стари део града Стабионете налази јесте у ствари велико утврђење у облику звезде и изванредан је пример ренесансног урбаног планирања.
Од градских грађевина посебно је познато градско позориште, Театро ал'Антика, које је пројектовао чувен ренесансни архитекта Скамоци.